# Taufbecken (Fristingen)

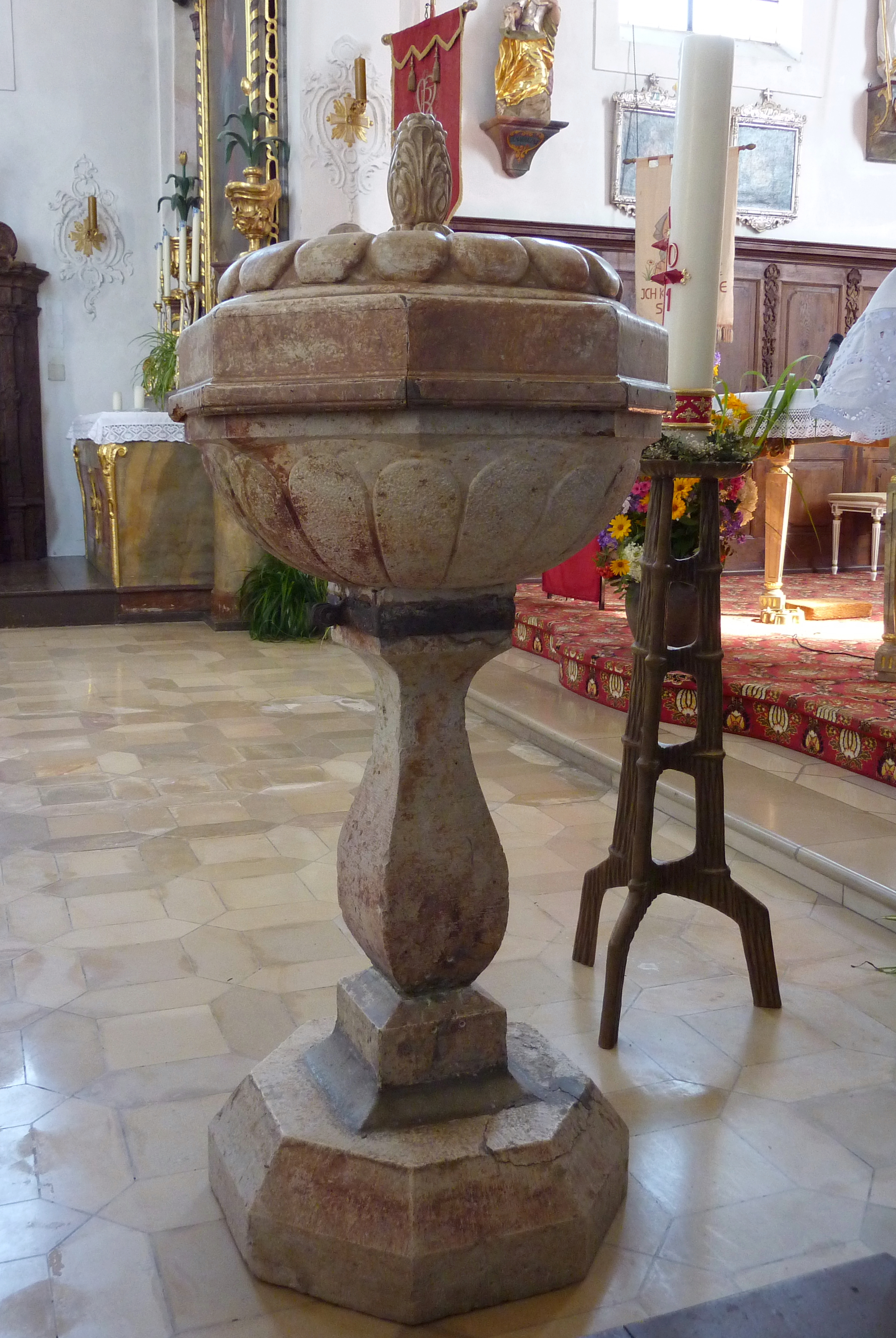
Taufbecken in Fristingen

Das Taufbecken in der katholischen Pfarrkirche St. Blasius in Fristingen, einem Stadtteil von Dillingen an der Donau im Landkreis Dillingen an der Donau im bayerischen Regierungsbezirk Schwaben, wurde um 1750 geschaffen. Das Taufbecken ist als Teil der Kirchenausstattung ein geschütztes Baudenkmal.
Das Taufbecken aus Kalkstein, mit der typischen Godronierung im Stil des Barocks, besteht aus einer Muschelschale auf achteckigem Balusterfuß, der die Inschrift „MIB“ trägt. 
Der Holzdeckel in Muschelform ist mit einem Mittelzapfen bekrönt.